# Ken Leemans
Ken Leemans (Vilvoorde, 5 januari 1983) is een voormalig Belgisch betaald voetballer die bij voorkeur in de verdediging of als verdedigende middenvelder speelde.

## Spelerscarrière
Leemans speelde in zijn jeugd achtereenvolgens voor Sporting Tange, KFC Strombeek, RWD Molenbeek en KV Mechelen.

### Van België naar Nederland
In 2001 stroomde hij door naar de hoofdmacht van 'Malinwa'. Hij maakte zijn competitiedebuut op 7 april 2002 tijdens de uitwedstrijd bij KFC Strombeek (1-1) als invaller voor Eric Viscaal. KV Mechelen promoveerde in 2002 weliswaar naar de Eerste klasse, maar geraakte echter in zware financiële problemen. De club was niet langer in staat de salarissen door te betalen. Ken Leemans werd hierna samen met doelman Kevin Begois opgepikt door Roda JC waar hij een contract tot 2006 ondertekende.

### Verhuur aan VVV-Venlo
De Kerkraadse eredivisionist bracht het Belgische duo direct op huurbasis onder bij eerstedivisionist VVV-Venlo. Leemans debuteerde er op 14 februari 2003 in de thuiswedstrijd tegen Emmen (1-1) als invaller voor Rob Zegers. In zijn eerste seizoen in Venlo kon hij nog niet rekenen op een basisplaats, maar in het tweede seizoen wel. In 2003-2004 kwam hij 30 competitiewedstrijden in actie. Het daaropvolgende seizoen verloor hij de concurrentiestrijd van Frank van Kouwen. Hierdoor kwam Leemans weer minder aan spelen toe, waarna Roda JC besloot om hem in de winterstop van het seizoen 2004-2005 terug te halen.

### Roda JC
In Kerkrade kwam hij de rest van dat seizoen niet verder dan de reservebank. In het seizoen 2005-2006 kreeg Leemans meer speelminuten; aanvankelijk als invaller, voor de winter nog als basisspeler in de uitwedstrijd bij AZ. Na de komst van Simon Cziommer moest hij echter weer op de bank plaats nemen. Het daaropvolgende seizoen kwam Leemans wederom weinig aan spelen toe.

### Terugkeer naar VVV-Venlo
In juni 2007 verruilde hij Roda JC voor het naar de eredivisie gepromoveerde VVV-Venlo, waarmee hij datzelfde seizoen weer naar de Eerste divisie degradeerde. In januari 2009 verlengde Leemans zijn contract tot aan de zomer van 2012, met een optie voor nog twee seizoenen. Tijdens de uitwedstrijd bij MVV (2-0 verlies) op 27 maart 2009 viel hij uit met een ontwrichte elleboog en leek hij voor de rest van het seizoen uitgeschakeld.
Ofschoon Leemans amper in staat was om te spelen, vervulde hij nog een cruciale rol in de kampioenswedstrijd op 24 april 2009 tegen Haarlem. Negen minuten voor tijd, bij een 0-0 stand, viel hij in en scoorde bij zijn eerste balcontact prompt de enige en beslissende treffer waardoor VVV weer naar de eredivisie terugkeerde.
In 2011 werd Leemans opnieuw geplaagd door een blessureprobleem, ditmaal aan zijn onderrug. Hierdoor liep hij in de zomer een transfer naar Lierse SK mis en moest hij vervolgens maandenlang aan de kant toekijken. In het seizoen 2011-2012 kwam hij uiteindelijk slechts één competitiewedstrijd in actie; als invaller op de laatste speeldag, thuis tegen FC Twente (4-2 winst).

### Hansa Rostock
Mede vanwege de blessureperikelen maakte VVV in 2012 geen gebruik van de optie om zijn aflopende contract te verlengen. Nadat MVV vergeefs belangstelling toonde koos de Belg voor een tweejarige verbintenis bij Hansa Rostock uit de 3. Bundesliga. In Duitsland kon Leemans rekenen op een basisplaats, totdat hij drie speelronden voor het einde van de competitie zijn kuit- en scheenbeen brak. Na een maandenlange revalidatieperiode kwam hij in het seizoen 2013-2014 nog slechts vier competitiewedstrijden in actie.

### De Treffers
De transfervrije Leemans mocht vervolgens op zoek naar een nieuwe club. In afwachting van een nieuwe werkgever hield hij in de voorbereiding op het seizoen 2014-2015 zijn conditie op peil bij zijn oude club VVV. Nadat hij in januari 2015 nog geen nieuwe (prof)club had gevonden, sloot hij zich aan bij De Treffers, op dat moment actief in de Topklasse. Eind september 2016 liet hij zijn contract ontbinden. Hij speelde nog een jaar bij amateurclub HBSV waar hij na zijn actieve loopbaan ook hoofd jeugdopleiding werd.

## Statistieken
| Seizoen | Club             | Competitie       | Competitie | Competitie | Beker | Beker | Playoffs | Playoffs | Totaal | Totaal |
| Seizoen | Club             | Competitie       | Wed.       | Dlp.       | Wed.  | Dlp.  | Wed.     | Dlp.     | Wed.   | Dlp.   |
| ------- | ---------------- | ---------------- | ---------- | ---------- | ----- | ----- | -------- | -------- | ------ | ------ |
| 2001/02 | KV Mechelen      | Tweede klasse    | 1          | 0          | 0     | 0     | —        | —        | 1      | 0      |
| 2002/03 | KV Mechelen      | Eerste klasse    | 9          | 0          | 1     | 0     | —        | —        | 10     | 0      |
| 2002/03 | Roda JC          | Eredivisie       | 0          | 0          | 0     | 0     | —        | —        | 0      | 0      |
| 2002/03 | → VVV-Venlo      | Eerste divisie   | 10         | 1          | 0     | 0     | —        | —        | 10     | 1      |
| 2003/04 | → VVV-Venlo      | Eerste divisie   | 30         | 4          | 2     | 0     | 5        | 2        | 37     | 6      |
| 2004/05 | → VVV-Venlo      | Eerste divisie   | 15         | 0          | 2     | 0     | 0        | 0        | 17     | 0      |
| 2004/05 | Roda JC          | Eredivisie       | 0          | 0          | 0     | 0     | 0        | 0        | 0      | 0      |
| 2005/06 | Roda JC          | Eredivisie       | 20         | 1          | 3     | 0     | 2        | 0        | 25     | 1      |
| 2006/07 | Roda JC          | Eredivisie       | 5          | 0          | 0     | 0     | 0        | 0        | 5      | 0      |
| 2007/08 | VVV-Venlo        | Eredivisie       | 19         | 3          | 1     | 0     | 3        | 0        | 23     | 3      |
| 2008/09 | VVV-Venlo        | Eerste divisie   | 32         | 5          | 1     | 0     | —        | —        | 33     | 5      |
| 2009/10 | VVV-Venlo        | Eredivisie       | 31         | 2          | 2     | 0     | —        | —        | 33     | 2      |
| 2010/11 | VVV-Venlo        | Eredivisie       | 29         | 1          | 1     | 0     | 2        | 0        | 32     | 1      |
| 2011/12 | VVV-Venlo        | Eredivisie       | 1          | 0          | 0     | 0     | 2        | 0        | 3      | 0      |
| 2012/13 | Hansa Rostock    | 3. Liga          | 30         | 3          | 1     | 0     | —        | —        | 31     | 3      |
| 2013/14 | Hansa Rostock    | 3. Liga          | 4          | 0          | —     | —     | —        | —        | 4      | 0      |
| 2013/14 | Hansa Rostock II | Oberliga Nordost | 2          | 0          | —     | —     | —        | —        | 2      | 0      |
| 2014/15 | De Treffers      | Topklasse Zondag | 11         | 2          | 0     | 0     | —        | —        | 11     | 2      |
| 2015/16 | De Treffers      | Topklasse Zondag | 24         | 2          | 0     | 0     | —        | —        | 24     | 2      |
| 2016/17 | De Treffers      | Tweede divisie   | 6          | 1          | 1     | 0     | —        | —        | 7      | 1      |
| Totaal  | Totaal           | Totaal           | 279        | 25         | 15    | 0     | 14       | 2        | 308    | 27     |

## Erelijst
- Tweede klasse: 2001/02
- Eerste divisie: 2008/09